# Гойкоэчеа (кантон)
Гойкоэчеа (исп. Goicoechea) — кантон в провинции Сан-Хосе Коста-Рики.

## География
Находится на севере провинции. Граничит на востоке с провинцией Картаго. Административный центр — Гуадалупе.

## Округа
Кантон разделён на 7 округов:
1. Гуадалупе
2. Сан-Франсиско
3. Калье-Бланкос
4. Мата-де-Платано
5. Ипис
6. Ранчо Редондо
7. Пурраль